# Rosa Utschkempirowa
Rosa Utschkempirowa (kirgisisch und russisch Роза Учкемпирова, * 15. August 1943 in Karakol, Kirgisische SSR, heute Kirgisistan) ist eine kirgisische Wirtschaftswissenschaftlerin und Politikberaterin.

## Karriere
Utschkempirowa wurde 1943 in Karakol im Nordosten des heutigen Kirgisistans geboren. Nach dem Abschluss ihrer Schullaufbahn studierte sie an der wirtschaftswissenschaftlichen Fakultät der Staatlichen Universität in Frunse, dem heutigen Bischkek, und graduierte dort im Jahr 1965. 1970 nahm sie ein postgraduales Studium am Institut für Wirtschaftswissenschaften an der Kirgisischen Akademie der Wissenschaften auf und war daraufhin als Ökonomin und politische Beraterin tätig.
Nach dem Zerfall der Sowjetunion und der Unabhängigkeit Kirgisistans wurde Utschkempirowa im Jahr 1993 Direktorin des kirgisischen Sozialfonds. Im Februar 1999 trat sie von diesem Amt zurück, nachdem der damalige kirgisische Premierminister Dschumabek Ibraimow aufgrund des Vorwurfs der Veruntreuung die Absetzung Utschkempirowas angekündigt hatte. In den folgenden Jahren war Utschkempirowa als Politikberaterin in Kirgisistan tätig und wirkte dabei an zahlreichen Gesetzesvorhaben mit. Die Schwerpunkte ihrer Arbeit waren dabei die Gesundheits- und Bildungspolitik. Von 2011 bis 2014 war Utschkempirowa Vorsitzende der Aufsichtskommission im kirgisischen Gesundheitsministerium. In dieser Funktion äußerte sie sich regelmäßig zu gesundheitspolitischen Themen und mahnte unter anderem eine bessere Finanzierung des kirgisischen Gesundheitssystems an. Nach dem Ende ihrer Tätigkeit im Gesundheitsministerium wurde Utschkempirowa Direktorin einer kirgisischen Beratungsgesellschaft mit Sitz in Bischkek.